# Eustrotia obscurior
Eustrotia obscurior är en fjärilsart som beskrevs av Arnold Spuler 1907. Eustrotia obscurior ingår i släktet Eustrotia och familjen nattflyn. Inga underarter finns listade i Catalogue of Life.